# どらコーボク
『どらコーボク』は、小路谷純平原作、石川サブロウ作画による日本の漫画。『ビッグコミック』（小学館）にて、2011年24号（12月10日発売）から2012年16号（8月10日発売）まで連載された。
新米とベテランの労働基準監督官のコンビが、日の出労働基準監督署を訪れる相談者の抱える問題の解決に当たるという内容。ベテラン監督官の佐倉太一郎のあだな「どら公僕」より題名がつけられている。
なお、「小路谷純平」は漫画原作者北原雅紀（本名）のペンネームである。

## 主な登場人物
貴島 徹（きじま とおる）
新米の労働基準監督官。
佐倉 太一郎（さくら たいちろう）
ベテランの労働基準監督官。

## 書誌情報
- 小路谷純平原作、石川サブロウ作画 『どらコーボク』 小学館〈ビッグコミックス〉、全2巻
  1. 2012年4月27日発売 ISBN 978-4-09-184459-0
  2. 2012年9月28日発売 ISBN 978-4-09-184678-5